# Eazy-E
Эрик Линн Райт (англ. Eric Lynn Wright; 7 сентября 1964, Комптон, Калифорния — 26 марта 1995, Лос-Анджелес, Калифорния), более известный под сценическим псевдонимом Eazy-E — американский рэпер, положивший начало Хип-хопу Западного побережья и, в масштабных размерах -  гангста-рэпу. Он возглавлял группу N.W.A и свой звукозаписывающий лейбл Ruthless Records. Его часто называют «крестным отцом гангста-рэпа» и в принципе всего рэпа. Фактически первый человек популиризовавший рэп в крупном уровне, благодаря своим собственнным деньгам, харизме и маркетинговой смекалке. Один из влиятельнейших музыкантов мира. Его считают источником влияния, прямой или косвенной причиной появления таких известных исполнителей как Kendrick Lamar, а также Eminem, Snoop Dogg, Dr.Dre, Ice Cube, MC Ren, Bone-Thugs-n-Harmony,  DJ Quick, 50 cent, Obie Trice, Daz, ATL и Kokane, B.G.K.O., Brownside, Kid Frost, Kurupt, Nate Dogg, Warren G, The Game и т.д. В некотором роде вдохновителем Тупака Шакура и Кристофера Уоллеса.
Райт родился и вырос в Комптоне, штат Калифорния, и до основания Ruthless в 1987 году имел несколько проблем с законом. После короткой сольной карьеры и частой совместной работы с Ice Cube и Dr. Dre, они образовали группу N.W.A в конце того же года. Дебютный студийный альбом N.W.A, Straight Outta Compton, был выпущен в 1988 году. Вызвавший множество споров после выхода, сегодня он входит в число величайших и наиболее влиятельных альбомов за всю историю группы. Группа выпустила свой третий и последний студийный альбом Niggaz4Life в 1991 году и вскоре после этого распалась.
Во время распада N.W.A, в основном из-за споров о деньгах, Eazy-E стал участником ожесточенного соперничества с членами группы Ice Cube и Dr. Dre, которые ушли в сольную карьеру в 1989 и 1991 годах соответственно. Возобновив сольную карьеру, Eazy-E выпустил два EP. Тем не менее, он оставался более значимым за пределами сцены, подписав контракт и дебютировав на национальном уровне с рэп-группой Bone Thugs-N-Harmony в 1993—1994 годах. В 1995 году Eazy-E был внезапно госпитализирован, ему поставили диагноз СПИД, и официально он умер от его осложнений. 

## Семья
- Кеннет Райт — брат.
- Чарльз Райт — отец, бывший музыкант.
- Кэти Райт — мать.
- Гораций Батлер — двоюродный брат, был наркодилером на пару с Эриком, после его смерти Эрик начал карьеру рэпера.
- Патриция Райт — сестра, получила на время дом Эрика.
- Томика Райт — жена.
- OG Sin Loc — рэпер, троюродный брат.

Дети:
Эрик Дарнелл Райт (более известный под псевдонимом Lil Eazy-E), Эрин Бриа Райт, Дайджа Райт, Доминик Райт, Хинри Райт, Дерек Райт, Эрика Райт, Маркиз Райт, Дэвид Райт, Рэйвен Райт, Элиджия Райт.

## Биография
Эрик Райт родился 7 сентября 1964 года в семье Ричарда и Кэти Райтов, в пригороде Лос-Анджелеса Комптоне, штат Калифорния, который известен бандами и сложной криминогенной обстановкой. Отец был почтовым служащим, а мать — школьным администратором. Эрика выгнали из школы в 10 классе, и он начал торговать наркотиками на улицах. Он также являлся членом бандитской группировки Kelly Park Compton Crips. Позже всё же он получил диплом об окончании школы. В 1986 году, в возрасте 22 лет, Эрик якобы заработал на торговле наркотиками уже порядка 250 000 долларов. Однако после того, как его двоюродный брат был убит, решил вложить деньги в легальный бизнес. Его взор пал на хип-хоп сцену Лос-Анджелеса, которая быстро набирала популярность в это время. В гараже своих родителей Eazy-E начал записывать песни.
В 1987 году Eazy-E вложил прибыль от торговли наркотиками в создание звукозаписывающей студии Ruthless Records. Партнёром по бизнесу стал Джерри Хеллер. К Eazy-E, Arabian Prince, Dr. Dre и Ice Cube присоединились MC Ren и DJ Yella, которые все вместе стали группой N.W.A (Niggaz Wit Attitudes). В этот период Ruthless Records выпустила сборник N.W.A. and the Posse (1987).
Дебютный альбом Eazy-E Eazy-Duz-It был выпущен 16 сентября 1988 года и имел двенадцать треков. Было продано более 2,5 миллионов копий в США, и он достиг 41-го места в Billboard 200. Альбом был спродюсирован Dr. Dre и DJ Yella, а тексты были написаны Ice Cube, MC Ren и The D.O.C. Затем в 1988 году вышла лучшая работа группы N.W.A альбом Straight Outta Compton. После выхода альбома из группы из-за внутренних разногласий ушёл Ice Cube. В 1990 году группа выпустила мини-альбом 100 Miles and Runnin’, а в 1991 году альбом Niggaz4Life, который стал для группы последним. В марте 1991 года Eazy-E был приглашен на обед сенаторов-республиканцев, организованный президентом Джорджем Бушем-старшим. Представитель рэпера пояснил, что Eazy-E поддерживает действия Буша в Персидском заливе.
Проблемы в N.W.A начались, когда менеджером группы стал Джерри Хеллер. По словам Dr. Dre, Хеллер использовал принцип «разделяй и властвуй» и не заботился обо всех участниках группы, а заботился частично только об Eazy-E, также воруя у него некоторую часть прибыли. Не без проблем Dr. Dre и The D.O.C. покинули лейбл Ruthless Records и вместе с Шугом Найтом организовали свой лейбл Death Row Records. Eazy E получил записку от Шуга где был написан адрес дома его матери в качестве угрозы. После этого Eazy был вынужден отписать от своего лейбла D.O.C. и Dr.Dre, а также после захотел убить собственными руками Шуга, но Джерри Хеллер его отговорил от такой идеи. Война диссов между бывшими участниками N.W.A началась ещё раньше, когда группу покинул Ice Cube. N.W.A тогда выпустили треки «100 Miles and Runnin’» и «Real Niggaz». Ice Cube ответил треком «No Vaseline» в своём альбоме Death Certificate (1991). В свою очередь Dr. Dre напал на Eazy-E в треке «Fuck wit Dre Day (And Everybody’s Celebratin’)» в своём дебютном альбоме The Chronic (1992). Eazy-E ответил на это целым мини-альбомом It’s On (Dr. Dre) 187um Killa (1993), куда вошли треки «Real Muthaphuckkin G’s» и «It’s On». В альбоме критиковался сам Dr.Dre, Snoop Dogg и весь их лейбл Death Row. В альбоме приняли участие артисты лейбла Эрика B.G.Knocc Out и Gangsta Dresta которые также назвали Death Row «фальшивыми гангстерами», началась война диссов между Death Row и Ruthless Records. Внутренняя сторона альбома содержала вкладыш с фотографиями Dre, сделанными в период, когда тот был членом электро-группы World Class Wreckin’ Cru. Dre на тех снимках носит макияж и кружевные наряды.
Работая на Ruthless Records Эрик сильно способствовал продвижению таких групп и исполнителей как Atban Klann, Bone-Thugs-n-Harmony, Above the Law, Kokane, B.G.K.O, Gangsta Dresta и менее известных: Brownside, Hoe’z With Attitude и так далее. А так же пересекался и работал с Тупаком Шакуром до его вступления в Death Row и вероятно хотел с ним заключить контракт.
Eazy-E выпускал мини-игру «Hitting Switchez» и планировал углубиться в игровую индустрию. Также он хотел снять свой фильм о уличных разборках, но планы так и не были реализованы.
Поскольку Eazy начал с себя большое древо легендарных рэперов и популяризовал рэп своей безбашенностью и открытостью в самовыражении, протоптал дорогу для Dr.Dre, MC. Ren, DJ Yella и Ice Cube, Bone-Thugs-n-harmony, дуэта B.G.Knocc Out & Gangsta Dresta, Atbann Klann, Cold187um killa и Kokane, которые стали величайшими продюсерами и рэперами в истории, последние двое также основали стиль G-funk; его и называют «крёстным отцом гангста-рэпа».

## Смерть
24 февраля 1995 года Эрик был доставлен в медицинский центр Cedars Sinai в Лос-Анджелесе с подозрением на астму. Однако окончательный диагноз оказался гораздо серьёзнее — СПИД. Болезнь была в развитой стадии и состояние рэпера ухудшалось. 16 марта Eazy-E публично объявил о том, что тяжело болен. В течение следующей недели он помирился с Dr. Dre и Ice Cube и написал прощальное письмо поклонникам. 26 марта 1995 года в 6:35 по тихоокеанскому времени Эрик Райт скончался. Он был похоронен 7 апреля 1995 года на кладбище Роуз-Хилс в округе Лос-Анджелес. На его похоронах присутствовало порядка 3000 человек. 
Версии
Существуют также теории о том что Eazy не заразился СПИДом в ходе тесного общения со своими многочисленными девушками, а был убит путём введения в кровь инъекции руками конкурента Шуга Найта или его приближённых. Эту теорию поддерживают дети Райта. Среди близких, друзей и коллег Эрика версия о заражении СПИДом через инъекцию конкретно после "избиения Эрика" Шугом, как показано в фильме, была не принята, они считают что Шуг угрожал Эрику, но Найт мог уколоть рэпера только предварительно оставив его без сознания, иначе бы Эрик это бы понял, вырубать рэпера по их мнению он не стал бы из-за дружбы Eazy с различными бандами, по их мнению Эрик не боялся Шуга и поставил не настоящую подпись в бумагах которые Шуг преподнëс Эрику, B.G.Knocc Out подтвердил что именно такую историю рассказал им Eazy после встречи с Шугом. Keefe D также заявил что Эрика не избивали. В смерти Eazy E разные источники также обвиняют менеджера Эрика Джерри Хеллера, или его жену Томмику Вудс которая, как заявил приятель Эрика Krazy Dee, не пустила в его палату. Поскольку, как считает большинство разбирающихся, Шуг не мог избить Эрика, или уколоть его инъекцией в здравом состоянии, это, чисто гипотетически, могли сделать нанятые Шугом люди или его головорезы каким-то скрытным способом, в бытовых событиях или, что, видимо, менее вероятно, в больнице. Бывший артист Eazy Kid Frost также, видимо, считает что Эрик специально инфицирован СПИДом, в ходе некого сеанса иглоукалывания. 

## Личная жизнь
После смерти Eazy-E стало известно, что из Ruthless Records идут выплаты шести матерям его семерых детей. Джерри Хеллер отметил, что никто точно не знает сколько детей было у Eazy-E. Он допустил, что у Eazy-E могло быть одиннадцать детей от восьми женщин. По словам Хеллера, женщины для Эрика были «ахиллесовой пятой». Хеллера это всегда поражало, поскольку в остальном Eazy-E был умным и практически не имел каких-то других слабостей. Последней женой Eazy-E стала Томика Вудс, с которой Эрик познакомился в ночном клубе в 1991 году и на которой женился за две недели до смерти. Самым известным из детей Eazy-E является родившийся в 1984 году Эрик Дарнелл Райт, более известный как рэпер Lil Eazy-E. Сообщений о том, что какая-то из женщин или кто-то из детей Eazy-E заражён ВИЧ никогда не поступало.
Несмотря на связь с криминалом и на то что мог войти в образ безжалостного гангстера, он очень любил детей, участвовал в различных благотворительных мероприятиях. Эрик мог часами стоять и раздавать автографы своим фанатам. По словам DJ Yella и множества очевидцев Эрик Райт был большим юмористом.

## Музыкальное влияние и стиль
На Eazy-E повлияли такие музыканты как Ice-T, Редд Фокс, King T, Бутси Коллинз, Run-D.M.C., Egyptian Lover, Schoolly D, Too $hort, Принс, The Sugarhill Gang и Джордж Клинтон. Сам Eazy оказал влияние на таких исполнителей как MC.Ren, MC.Hammer, DJ Quick, Gangsta Dresta, The Notorious B.I.G..
Обозревая Eazy-Duz-It (1988), Джейсон Бирчмайер из AllMusic сказал: «С точки зрения производства, Dr. Dre и Yella объединили здесь вместе P-Funk, хип-хоп Def Jam и электро-звучание середины 80-х, так популярное некогда в Лос-Анджелесе, создавая плотный, броский и полностью уникальный собственный стиль». По его мнению это оказалось абсолютно революционным в 1988 году. Делая обзор на Str8 off tha Streetz of Muthaphukkin Compton (1996), Стивен Томас Эрлевайн отметил: «… Eazy-E звучит оживлённо, однако музыка простая и лишена воображения. Вместо того, чтобы продвигаться вперёд и создавать отличительный стиль, он ступает по знакомой гангста-территории, полной бездонного баса, скулящих синтезаторов и бессмысленного хвастовства».

### Наследие

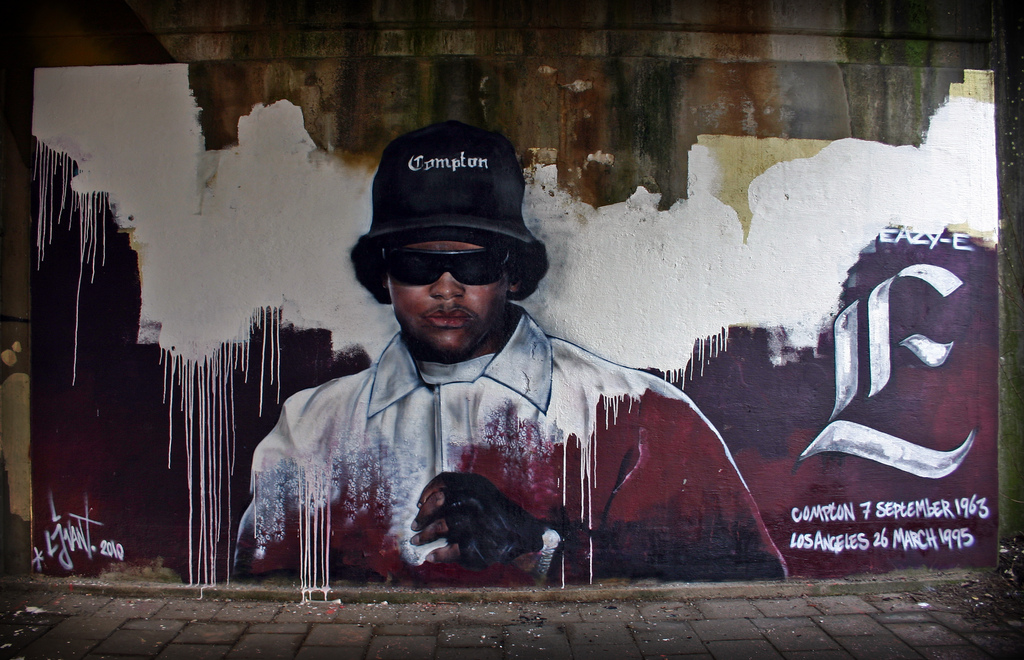
Граффити с изображением Eazy-E в Нидерландах

Eazy-E вошёл в историю как крестный отец гангста-рэпа. Рид Шахим с телеканала MTV назвал Eazy «рэп-пионером». Часто критики называют его «легендой». Ещё в то время, когда стало известно, что рэпер тяжело болен, многие журналы освещали это событие. После смерти Eazy-E о нём были выпущены книги и фильмы, а в Комптоне появился праздник «День Eazy-E». Все его альбомы попали в Billboard 200, многие из его синглов также попадали в чарты.
13 августа 2015 года состоялась премьера фильма «Голос улиц» (Straight Outta Compton), рассказывающего об участниках группы N.W.A. Роль Eazy-E исполнил Джейсон Митчелл. Байопик стартовал с крайне высокими кассовыми сборами, несколько недель возглавляя список лидеров кинопроката США. Также фильм получил высокую оценку как у критиков, так у зрителей. Персонаж Райдер из видеоигры Grand Theft Auto: San Andreas был основан на образе Eazy-E. В видеоигре этого персонажа озвучил рэпер из Комптона MC Eiht.

## Дискография

### Студийные альбомы
- 1988 — Eazy-Duz-It
- 1996 — Str8 off tha Streetz of Muthaphukkin Compton

### Мини-альбомы
- 1992 — 5150: Home 4 tha Sick
- 1993 — It’s On (Dr. Dre) 187um Killa
- 2002 — Impact of a Legend

### Синглы
- 1987 — «Boyz-n-the-Hood»
- 1989 — «Eazy-Duz-It»
- 1989 — «Eazy-er Said Than Dunn»
- 1989 — «We Want Eazy» (featuring Dr. Dre & MC Ren)
- 1992 — «Only If You Want It»
- 1992 — «Neighborhood Sniper» (featuring Kokane and Cold 187um)
- 1993 — «Real Muthaphuckkin G’s» (featuring B.G. Knocc Out & Dresta)
- 1993 — «Any Last Werdz» (featuring Kokane and Cold 187um)
- 1994 — «Luv 4 Dem Gangsta’z»
- 1995 — «Just tah Let U Know»
- 1995 — «Tha Muthaphukkin’ Real» (featuring MC Ren)
- 1996 — «Creep N Crawl»
- 2002 — «Switchez» (featuring Roc Slanga)